# Velký Polom (Moravskoslezské Beskydy)
Velký Polom (slovensky Veľký Polom) je hora v Moravskoslezských Beskydech na hranici mezi Českem a Slovenskem. Masiv Velkého Polomu dále pokračuje směrem na východ, kde z hřebene vystupují vrcholy Severka (957 m) a Skalka (932 m). Skalka je zároveň nejvýchodnějším vrcholem soustavy Moravskoslezských Beskyd a vytváří s protilehlou horou Girovou Jablunkovský průsmyk, který odděluje Moravskoslezské Beskydy od Slezských Beskyd. Hřeben rovněž tvoří Evropské rozvodí mezi Odrou a Dunajem. Ve vrcholových partiích se hojně vyskytují mrazové sruby. V severní části vrcholu se rozkládá mezi kótami 840–1067 přírodní rezervace Velký Polom.

## Turistika
Velký Polom a přilehlý hřeben je u turistů velmi oblíbený, vyskytují se zde celkem 3 turistické chaty: po vyhoření obnovená chata Skalka, ležící pod stejnojmenným vrcholem, na vrchu Kostelky se nachází lyžařský areál s chatou Severka a do třetice je zde Kamenná chata.

## Dostupnost
Nejlepší dostupnost tohoto turisticky významného hřebene je z Mostů u Jablunkova, odkud je to po červené značce na chatu Skalka 4,5 km, necelý 1 km je vzdálená chata Severka a odtud je to opět 1 km na Kamennou chatu.
Hřeben Velkého Polomu je velmi oblíbený u cyklistů, kteří se sem mohou nejlépe dostat po asfaltové silnici z Mostů u Jablunkova.
Na Velký Polom se dá rovněž dostat po žluté z Horní Lomné, cesta je poměrně prudká, ale zato je možnost stanout na vrcholu této hory. Cesta z Horní Lomné je obtížnější, ke Kamenné chatě to je přes vrchol cca 7 km.

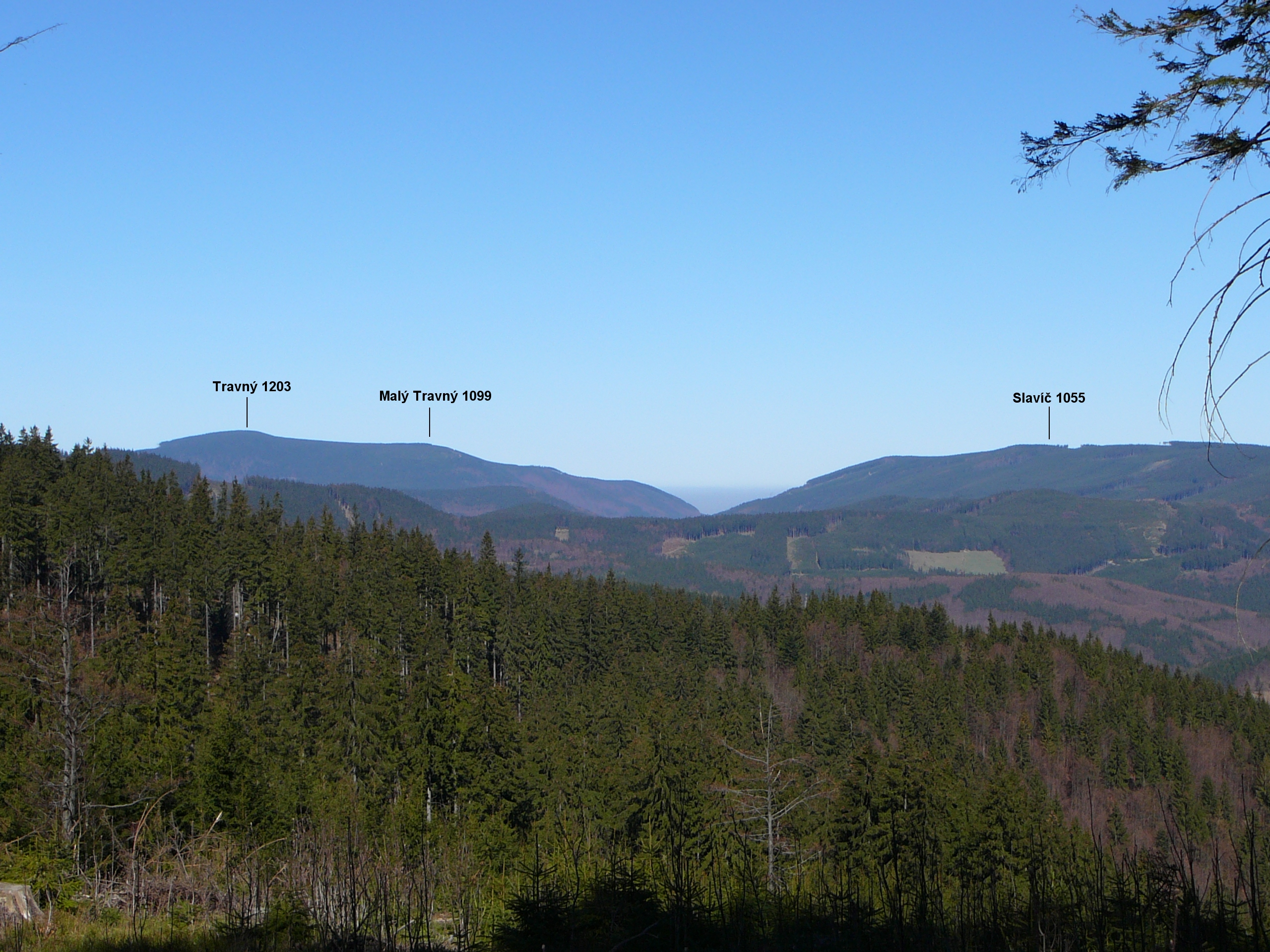
Panorama Beskyd z Velkého Polomu